# Laguna Wenecka

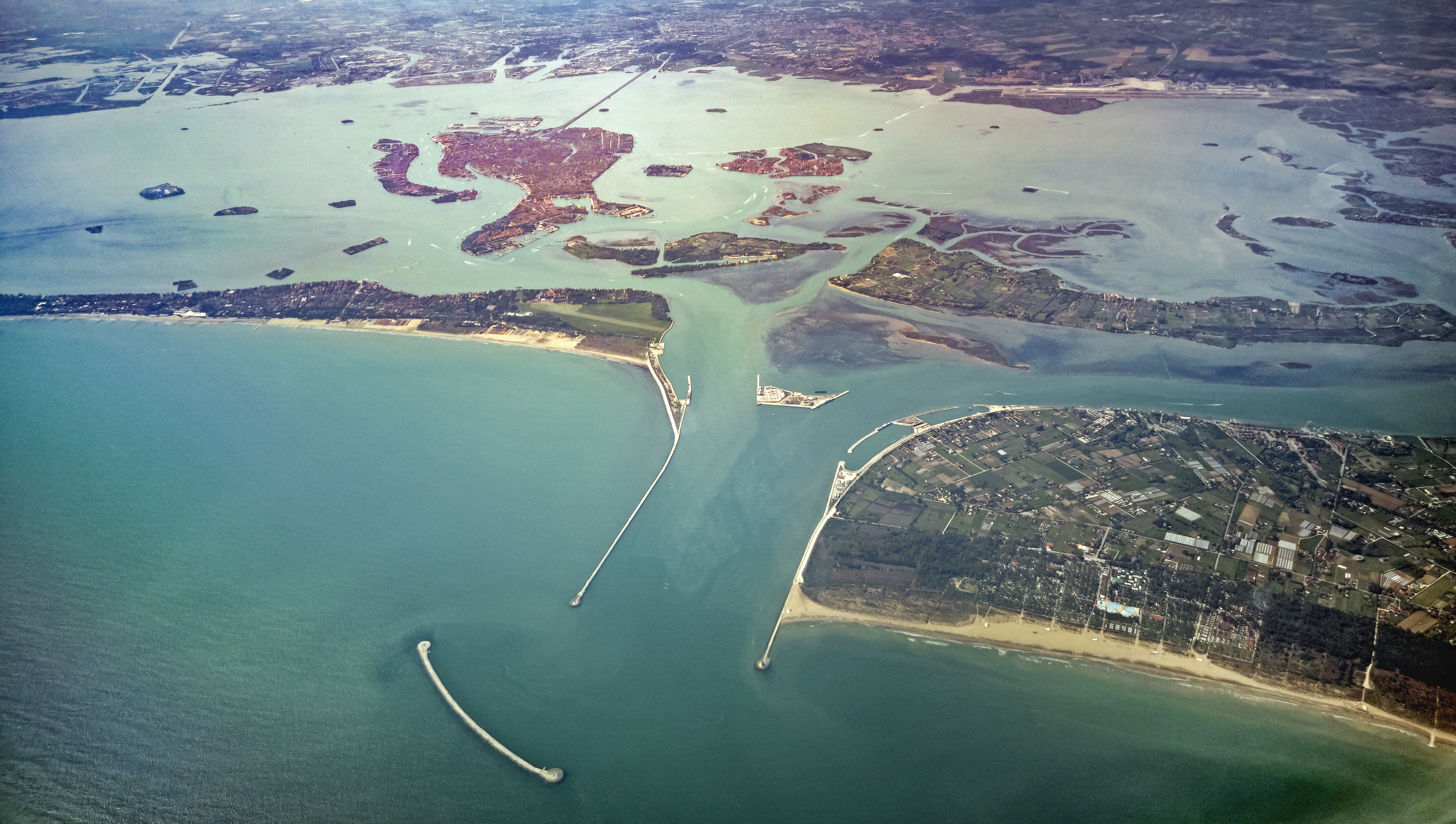
Centralna część Laguny Weneckiej widziana z lotu ptaka, na pierwszym planie przesmyk Lido

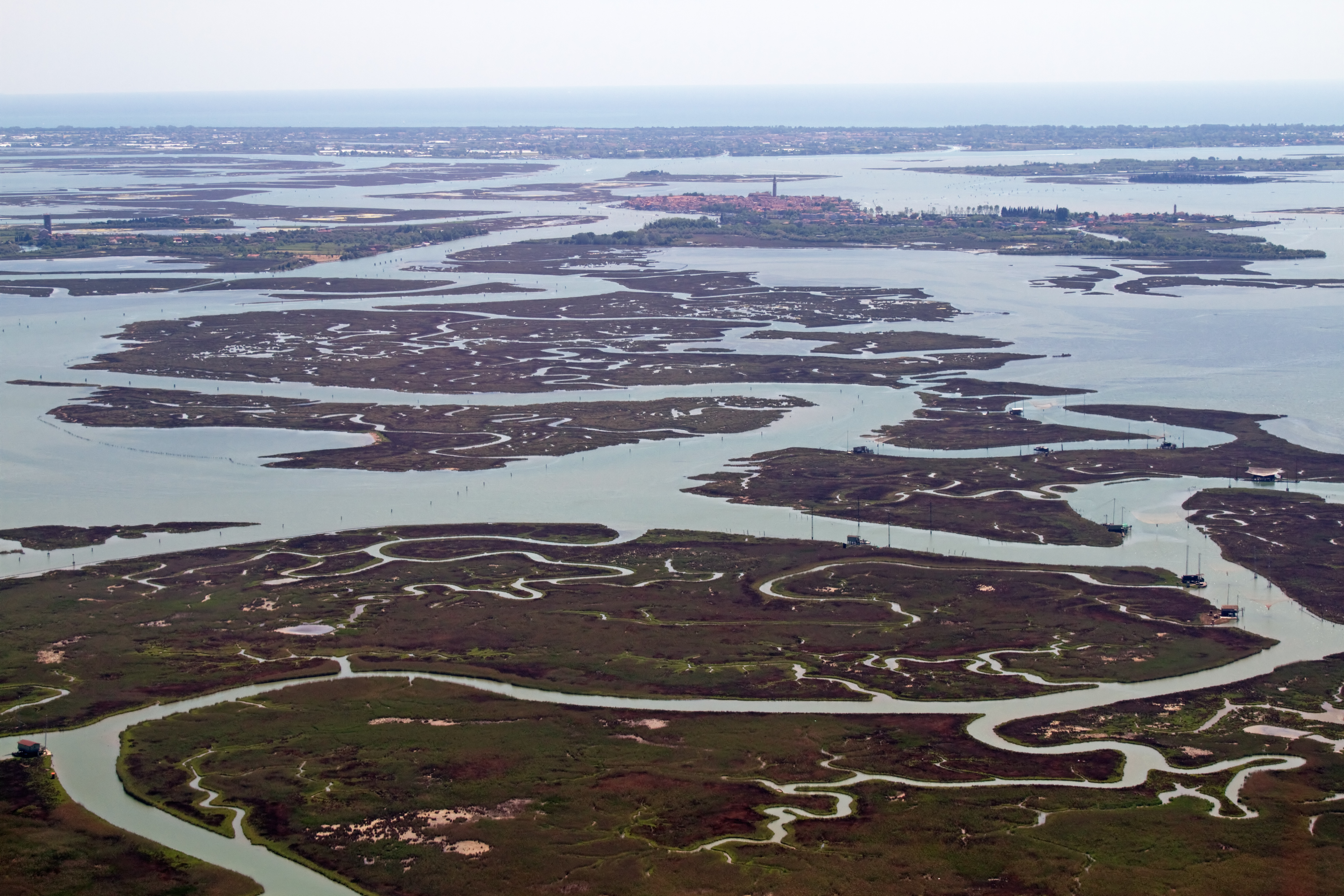
Bagienny krajobraz północnej części laguny, w głębi widać zabudowaną wyspę Burano

Laguna Wenecka (wł. Laguna veneta) – laguna na Morzu Adriatyckim, w zachodniej części Zatoki Weneckiej.

## Charakterystyka
Laguna Wenecka rozciąga się od rzeki Sile na północy do ujścia rzeki Brenty na południu, i ma powierzchnię około 550 km². Około 8% jej powierzchni zajmują wyspy, w tym sama Wenecja i wiele mniejszych. Około 11% jest stale pod wodą, z czego część stanowią sztucznie pogłębiane kanały. Natomiast około 80% stanowią bagna (w tym słone) i płycizny pływowe, które w zależności od stanu wody są zalewane lub odsłaniane. Laguna jest największym obszarem podmokłym w basenie Morza Śródziemnego. Z Morzem Adriatyckim łączy się trzema cieśninami (od północy): Lido, Malamocco i Chioggia. Cieśniny te dzielą mierzeję laguny tworząc półwyspy i wyspy barierowe: Cavallino, Lido, Pellestrinę i Sottomarinę.
Położona na końcu w dużej mierze zamkniętego morza, laguna podlega dużym wahaniom poziomu wody. Najbardziej ekstremalne są pływy wiosenne znane jako acqua alta (dosł. „wysoka woda”), które regularnie zalewały większą część Wenecji. Od roku 2020 miasto chroni, budowany od wielu lat kosztowny system barier, który umożliwia odcięcie wód laguny od Adriatyku. System ten zwany MOSE („Mojżesz”, skrót od wł. Modulo Sperimentale Elettromeccanico, dosłownie „Eksperymentalny Moduł Elektromechaniczny”) zbudowany jest z 78 ruchomych barier umieszczonych w cieśninach laguny, które są podnoszone w przypadku silnych przypływów.
W 1987 Laguna Wenecka została wpisana na Listę światowego dziedzictwa UNESCO.

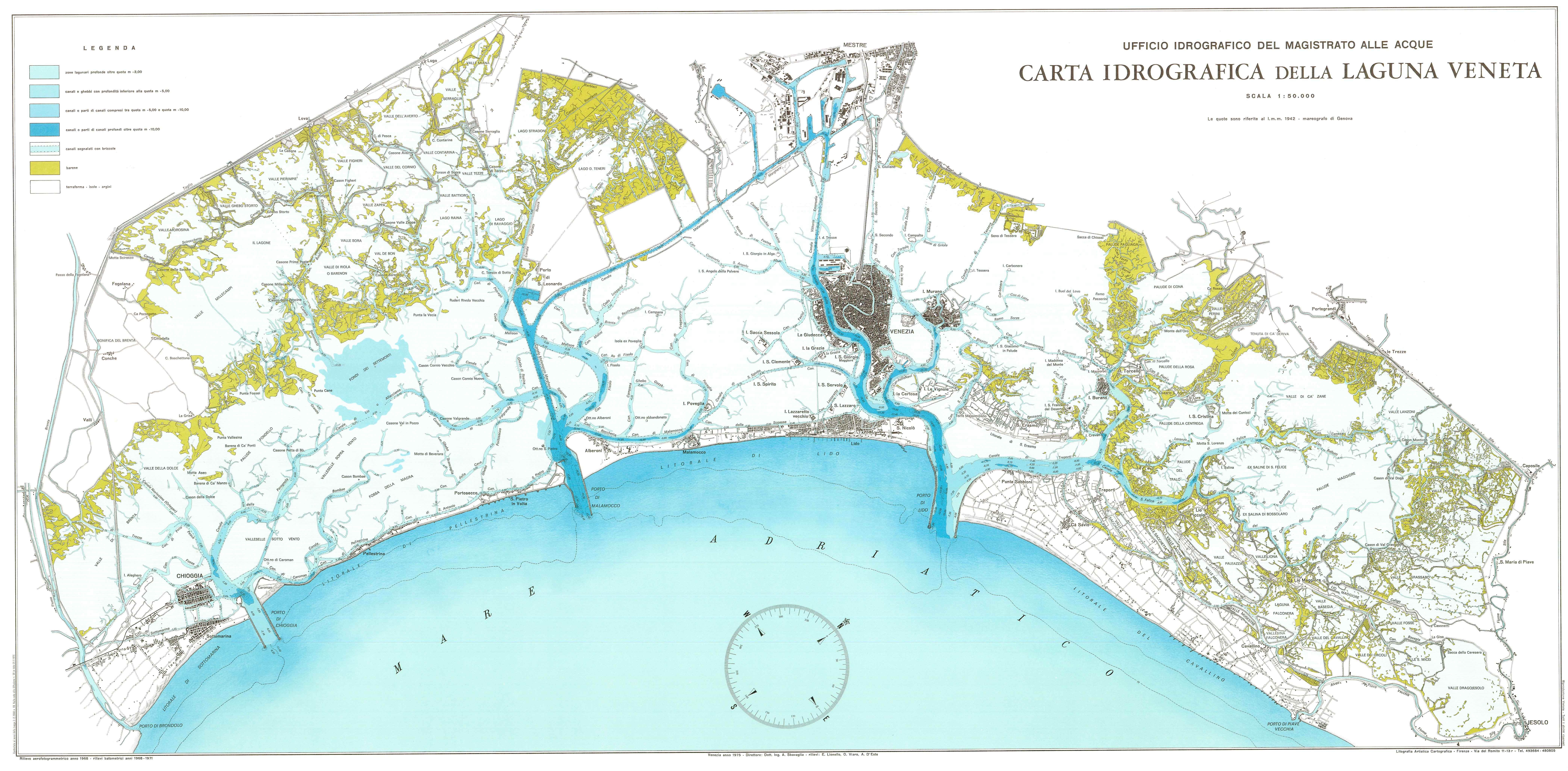
Mapa Laguny Weneckiej z 1975 roku, z oznaczonymi drogami wodnymi i terenami czasowo odsłanianymi